# Umjetna pužnica
Umjetna pužnica (kohlearni implantat ili pužnični usadak) sofisticirano je elektronično slušno pomagalo koje se ugrađuje pacijentu ispod kože iza uha.

## Svrha
Umjetna pužnica rezultat je napretka tehnologije u medicini. Pretvara zvuk iz okoline u električne signale te ih putem ugrađene elektrode u pužnici, zaobilazeći oštećene slušne stanice, prenosi unutarnjem uhu i slušnim živcem dalje do dijela mozga zaduženog za percepciju sluha i govora. Kod zdrave osobe se u pužnici unutarnjeg uha zvučni podražaj pretvara u bioelektrični podražaj koji se dalje prenosi. Ako su osjetne stanice unutrašnjeg uha oštećene, taj je proces pretvaranja zvučnog u bioelektrični podražaj onemogućen.
Umjetna pužnica tako omogućuje čujnost i u onim slučajevima kada to zbog jačine oštećenja sluha nije moguće postići slušnim pomagalima. Za razliku od ostalih slušnih pomagala ne pojačava samo zvuk, nego povećava količinu živčanih odgovora. Iako umjetna pužnica ne vraća u potpunosti sluh pacijentu, ona značajno poboljšava kvalitetu slušanja te povećava postotak razumijevanja govora.

## Princip rada
Umjetna pužnica se sastoji od vanjskog i unutarnjeg dijela. Vanjski dio sadrži mikrofon, govorni procesor i zavojnicu,a unutarnji dio prijemnik s elektrodom koji se ugrađuje ispod kože iza uha. Suvremene umjetne pužnice imaju višekanalne elektrode koje mogu prenijeti više
slušnih informacija.
Mikrofon se nosi iza uha i hvata zvukove te ih šalje žicom do govornog  procesora. Procesor pojačava zvukove, filtriranjem uklanja buku okoline te pretvara zvukove u digitalne signale prije nego što će ih poslati odašiljaču koji se nosi iza uha. Magnet drži odašiljač povrh prijamnika koji se kirurški usađuje ispod kože iza uha. Prijamnik hvata digitalne signale koje mu upućuje odašiljač pa ih pretvara u električne impulse koji putuju kroz elektrode postavljene u usku fleksibilnu cjevčicu koja ulazi u pužnicu.
Cijeli proces se odvija u nekoliko milisekunda,čime je omogućeno slušanje u realnom vremenu.
Elektroda ima do 24 (ovisno o vrsti implantata) i one prenose impulse koji podražuju slušni živac. Mozak ove impulse interpretira kao određene zvukove.

## Dijagnostika
Dijagnostika ima svrhu točno utvrditi jačinu gubitka sluha, utvrditi postojanje povoljnih i nepovoljnih činitelja za operaciju zbog što bolje procjene učinka operacije i poslijeoperacijske rehabilitacije.
Opsežna dijagnostika je važna kako bi se prilagodili kirurški i rehabilitacijski postupci, te kako bi se dobile što uvjerljivije informacije o predvidljivom uspjehu nakon ugradnje umjetne pužnice.
Stručni tim koji procjenuje kandidate za ugradnju umjetne pužnice uključuje otorinolaringologa, radiologa, anesteziologa, audiorehabilitatora, neurologa, internista, pedijatra, psihologa, ali i odgajatelja, učitelja, profesora. 

### Procesi dijagnostike
- audiološka dijagnostika: tonska audiometrija (TA), verbotonalna audiometrija (VTA), govorne audiometrije (GA), audiometrija moždanog debla (BERA), otoakustička emisija (EOAE), elektroaudiometrija (EAM), funkcionalne pretrage slušanja (optimalno slušno polje OSP).
- vestibularna dijagnostika: elektronistagmografija (ENG), stabilometrijska platforma
- detaljno psihološko ispitivanje
- neurološki pregled
- predoperacijska rehabilitacija

Tek nakon svih pretraga stručni tim odlučuje o podobnosti kandidata za ugradnju umjetne pužnice.
Danas se u hrvatskim rodilištima, zbog što ranijeg utvrđivanja oštećenja sluha, kod svakog novorođenčeta provodi metoda “screening otoakustička emisija“ (OAE).

## Kandidati
Primjenjuje se pristup procjene podobnosti za implantaciju pri kojem se nastoje ispuniti ovi uvjeti:
- obostrana gluhoća
- nekorisnost bilo kakvog slušnog pomagala
- zdravo srednje uho
- prohodnost pužnice
- dobar odaziv na elektrosimulaciju slušnog živca
- pozitivno mišljenje profesora fonetike (audiorehabilitatora) o poslijeoperacijskoj rehabilitaciji
- uredan nalaz psihologa i psihijatra
- uredni nalazi za opću anesteziju.

## Operacija
Spada pod mikrokirurgiju uha. Ugradnja umjetne pužnice je složeni mikrokirurški zahvat koji se izvodi u otorinolaringološkim klinikama. Zahvat se odvija pod mikroskopom, u općoj anesteziji. Rez se radi iza uha, zbog čega kasnije nije uočljiv, te se napravi otvor na pužnici u koji se ugradi aktivna elektroda uređaja, rana na koži se zašije. Potom, slijedi postupak ispitivanja pojedinih kanala elektrode i mjerenja akcijskog potencijala slušnog živca (telemetrija). Nakon operacije vrši se postoperativni nadzor u jedinici intenzivnog liječenja. Prvo postoperativno usklađivanje kanala (fiting) vrši se mjesec dana nakon ugradnje umjetne pužnice, čime započinje i rehabili¬tacija sluha, koja traje nekoliko mjeseci ili godina. 
Načelno se umjetna pužnica ugrađuje u samo jedno uho, u trajanju od nekoliko sati. 
Prva operacija ugradnje umjetne pužnice implantacije izvedena je u SAD-u početkom sedamdesetih godina 20.st. Prva operacija ugradnje umjetne pužnice u Hrvatskoj izvedena je 1996. godine na Klinici za otorinolaringologiju i cervikofacijalnu kirurgiju Kliničke bolnice “Sestre milosrdnice” u Zagrebu.

### Komplikacije
Komplikacije operacije su iste kao i kod svake kirurške operacije na uhu pod općom anestezijom.
Komplikacije kod ugradnje umjetne pužnice su rijetke, a mogu biti intraoperativne i postoperativne. Intraoperativne komplikacije mogu biti: djelomična insercija elektrode, insercijska trauma te perilimfatički gusher (likvoreja). Postoperativne komplikacije mogu biti: upala unutarnjeg uha (labirintitis) ili upala moždanih ovojnica (meningitis), paraliza ili električna stimulacija ličnog živca, prolazna vrtoglavica, edem ili nekroza kožnog režnja, rijetke smetnje osjeta ravnoteže i šumova u ušima. Te implikacije su vrlo rijetke i vrlo često se mogu ukloniti u kratkom vremenu. Ozbiljne komplikacije se bilježe u 1 slučaju od 10.000 slučajeva.

## Rehabilitacija
Ova faza obuhvaća podešavanje (prilagodbu) procesora i rehabilitaciju.
Nakon operativnog zahvata i prvog podešavanja govornog procesora pacijent se uključuje u proces rehabilitacije. To je dugotrajan posao koji zahtijeva timski rad stručnjaka i roditelja, ali donosi izvanredne rezultate. Uz dobro provedenu rehabilitaciju pacijent čuje, počinje razumijevati govor i služi se primarno govorom pri komunikaciji. 
Tijekom prve godine govorni procesor se kompjuterski podešava svakih šest do osam tjedana, a kasnije nešto rjeđe. Cilj je pronaći najbolju strategiju obrade zvuka u govornom procesoru i tako omogućiti ugodno i kvalitetno slušanje, a time i dobro razumijevanje.
Rehabilitacija je najduža i najteža faza kod ugradnje umjetne pužnice. To je kontinuirani proces kojim se nastoji slušno-govorno osposobiti osoba kako bi se postigla optimalna čujnost i razumljivost, a proces traje i po nekoliko godina. Ovaj postupak započinje postupkom prilagodbe, kada se prvi put uključuje govorni procesor, dakle vanjska jedinica koja magnetom komunicira s unutarnjim dijelom, a prilikom prvog uključenja, prate se postavke i parametri koji su dobiveni tijekom same operacije kroz postupak intraoperativne telemetrije. Intraoperativna telemetrija je pokazatelj samog uspjeha kirurškog zahvata i profesor fonetike, temeljem istih podataka prilikom početka rehabiliatcije iz tih pokazatelja dobiva ključne informacije. (Re)habilitacijom slušanja, govora i jezika u Republici Hrvatskoj bave se magistri/profesori fonetike te magistri/profesori logopedije koji imaju ulogu audiorehabilotatora.

## Prosječni postoperacijski rezultati
Većina praktički gluhih pacijenata koji su dobili implantat u stanju su razlikovati srednje jake i snažne zvukove, uključujući govor, na razini glasnoće udobne za slušanje. Mnogima zvukovi implantata pomažu razumijevanje govora uz čitanje s usta i promatranje izraza lica. Skoro svi odrasli lakše komuniciraju kombinacijom uporabe implantata i čitanja govora s usta, a neki od njih mogu razumjeti izgovorene riječi i bez čitanja s usta. Više od polovine odraslih koji su izgubili sluh nakon što su naučili govoriti mogu razumjeti ponešto od govora i bez čitanja s usta. Oko 30% u stanju je razumjeti govor dovoljno dobro da se mogu služiti i telefonom.
Godinu dana nakon ugradnje umjetne pužnice i rehabilitacije ispitanici pokazuju značajno poboljšanje slušne razine, slušanja i govora. Rezultati pokazuju značajnu ulogu hemisferalne dominantnosti u uspješnosti slušanja kod djece s umjetnom pužnicom.

## Prednosti
- slušanje svakodnevnih zvukova uz slušanje i razumijevanje govora-omogućuje lako učenje govornog jezika ;
- upotreba telefona ;
- poboljšanje sluha u odnosu na nošenje slušnog aparata ;
- komuniciranje bez korištenja znakovnog jezika i bez čitanja s usana.

## Ograničenja
- nepoželjno bavljenje grubim i kontakt te podvodnim sportovima (boks, ronjenje itd.) ;
- kratki vijek trajanja baterija ;
- uništavaju se ostaci sluha u onom uhu u koji se ugrađuje umjetna pužnica.

## Cijena
Ako Povjerenstvo za umjetne pužnice Hrvatskog zavoda za zdravstveno osiguranje odobri ugradnju, tada HZZO u cijelosti podmiruje troškove umjetne pužnice i troškove operacije. 

## Ustanove u Hrvatskoj
Ustanove u Hrvatskoj u kojima se vrše kirurški zahvati ugradnje umjetne pužnice:
- Klinički bolnički centar Zagreb, Klinika za bolesti uha, nosa i grla i kirurgiju glave i vrata
- Klinička bolnica „Sestre milosrdnice“ u Zagrebu, Klinika za otorinolaringologiju i kirurgiju glave i vrata.
- Klinički bolnički centar Rijeka, Klinika za otorinolaringologiju i kirurgiju glave i vrata.

U procesima dijagnostike i rehabilitacije sudjeluju stručnjaci iz Poliklinike za rehabilitaciju sluha i govora SUVAG, ali i Odjela za audiologiju Klinike za bolesti uha, nosa i grla i kirurgiju glave i vrata KBC-a Zagreb. 

## Vanjske poveznice
- Klinički bolnički centar Zagreb, Klinika za bolesti uha, nosa i grla i kirurgiju glave i vrata  Arhivirana inačica izvorne stranice od 14. ožujka 2010. (Wayback Machine)
- Klinička bolnica „Sestre milosrdnice“ u Zagrebu, Klinika za otorinolaringologiju i kirurgiju glave i vrata  Arhivirana inačica izvorne stranice od 18. prosinca 2009. (Wayback Machine)
- SUVAG, Centar za umjetnu pužnicu i nove tehnologije[neaktivna poveznica]
- Udruga roditelja djece s kohlearnim implantom  Arhivirana inačica izvorne stranice od 29. listopada 2010. (Wayback Machine)
- www.encyclopedia.com : cochlear implant